# Gryllefjord
Gryllefjord er en by der var administrationscenter i den tidligere Torsken kommune på ydre Senja i Troms og Finnmark fylke i Norge. Byen havde 	384 indbyggere (2012), og er et vigtigt fiskeleje som ligger indenfor Svennsgrunnen og Malangsgrunnen. I sommersæsonen har Gryllefjord færgeforbindelse med Andenes.

## Stedet
Stedet har de senere år oplevet en stærk befolkningsnedgang. I 1970'erne boede der omkring 1.300 personer på stedet, mens der i 2009 kun var 378 indbyggere. Hovedgrunden til fraflytningen er at stedet lever af fiskeri og at nedgangen i antal både er markant.
Gryllefjord Fryseri & Kjøleanlegg er stedets vigtigste virksomhed. Den har omstillet sig fra at drive produktion af dybfrosne filetter og og saltfisk til klipfisktørring i Portugal, til at have produktion af friske filetter og i større grad færdigprodukter af saltfisk. I 2010 begyndte arbejdet med en ny mole på stedet for at bedre forholdene for fiskeflåden. Molen vil blive Norges største med en længde på 300 meter, bundbredde på 130 meter og højde på 45 meter fra havbunden.
I 1902 blev der bygget et bedehus i Gryllefjord. Det er senere indviet som kirke under navnet Gryllefjord kapel.
I 2011 blev TV-serien Hellfjord indspillet i Gryllefjord. TV-serien ble vist på NRK1 for første gang 9. oktober 2012.

### Massakren i 1943
Ved anden verdenskrigs udbrud havde Gryllefjord omkring 500 indbyggere, værksted og sparebank. 12. april 1943 var vejret dårligt. Fiskerne tog alligevel ud. Flere både gik til fiskefeltet Svensgrunden, næsten helt ude i Stordjupta (Stordybet), udenfor Senja og den trygge zone - ude i det, der blev regnet som krigsområde. Så forlød det, at der blev skudt på fiskebådene. Sønderskudte både med sårede og døde kom senere i land. Ti fiskere var dræbt. Den ene båd, "Skreien", kom aldrig i land. Senere blev den fundet drivende til havs. Mandskabet var taget til fange. Den russiske ubåd K-21 - den gang verdens største - var gået til angreb på de lokale både og skød dem sønder og sammen. Syv fiskere sad i russisk fangeskab, hvoraf tre døde. Den ene var den 40-årige Olav Olsen.
Kaptajnløjtnant Nikolaj Lunin på K-21 erklærede massakren på ubevæbnet civilbefolkning som en stor sejr. På Senja var chok og vrede over ugerningen stor, og for besættelsesmagten var massakren et bidrag til pro-tysk propaganda. Efter massakren halede kutteren Baren fra Mefjordvær en forkommen ung russer op af vandet. Han var faldet over bord fra ubåden og efterladt for at dø. De rasende nordmænd mente, at 19 år gamle Aleksander Labutin selv fortjente at skydes, men sognepræsten på Berg fort fik ham sendt som krigsfange til Krøkebærsletta lejr udenfor Tromsø. Labutin blev senere opsporet og inviteret til krigsveteranernes Tromsø-møde i juni 2000. For første gang genså Labutin sine redningsmænd fra Mefjorden. Han takkede og omfavnede dem, og bad om tilgivelse for det frygtelige, han var vidne til i 1943.
I 1998 bad Olsens søn Rasmus statsminister Kjell Magne Bondevik om at benytte sit forestående statsbesøg i Rusland til at hjælpe lokalbefolkningen med at finde ud af, hvad der var sket med dem, der forsvandt. En frontkæmper, der læste om sagen i avisen, tog kontakt og fortalte, at han havde siddet i russisk krigsfangenskab i lejren Tsjerepovets sammen med Olav Olsen. Olsen blev mishandlet og lå på lasarettet, hvor han døde til jul 1944. Frontkæmperen fortalte, at en styrke på 170 mand arbejdede hele dagen med at begrave lejrens døde i fællesgrave.
Efter krigen kom de fire overlevende fiskere hjem til Gryllefjord. Forfatteren Ivar Enoksen mener, det handlede om en ubådkaptajn, der desperat behøvede resultater efter to uger på togt uden noget at vise til. Når kaptajnen i sin logbog skrev om "både under fascistisk flag," tror jeg bare, han beskyldte dem for at fiske for tyskerne. Russerne dækker sig bag, at bådene var for langt ude. En beklagelse fra russisk hold kom først i 2000, da den russiske ambassadør skrev et forord til Bjørn Bratbaks bog om tragedien.

### De dræbte fiskere
- Mikal Torvald Halvorsen (f. 26.03.1925 i Berg), på Havegga
- Ingvard Iversen (f. 6.8.1910), på Havegga
- Karl Johansen (25 år), på Havegga
- Berge Fredriksen (53 år), på Øistein
- Kristoffer Henriksen (45 år), på Øistein
- Jacob Jacobsen (40 år), på Øistein
- Halfdan Joakimsen (38 år), på Øistein
- Magne Pettersen (24 år), på Øistein
- Odd Olsen (26 år), på Frøy
- Ingvard Pettersen (52 år), på Frøy (døde på sygehus i Harstad)[8]

## Begivenheder
I 2009 blev der arrangeret en Tom Waits-festival på stedet for første gang. Samme festival blev arrangeret i 2010, med blandt andet artisten Rita Eriksen.
I august 2010 blev Senjafestivalen for første gang arrangeret i Gryllefjord.